# Kopffüßler

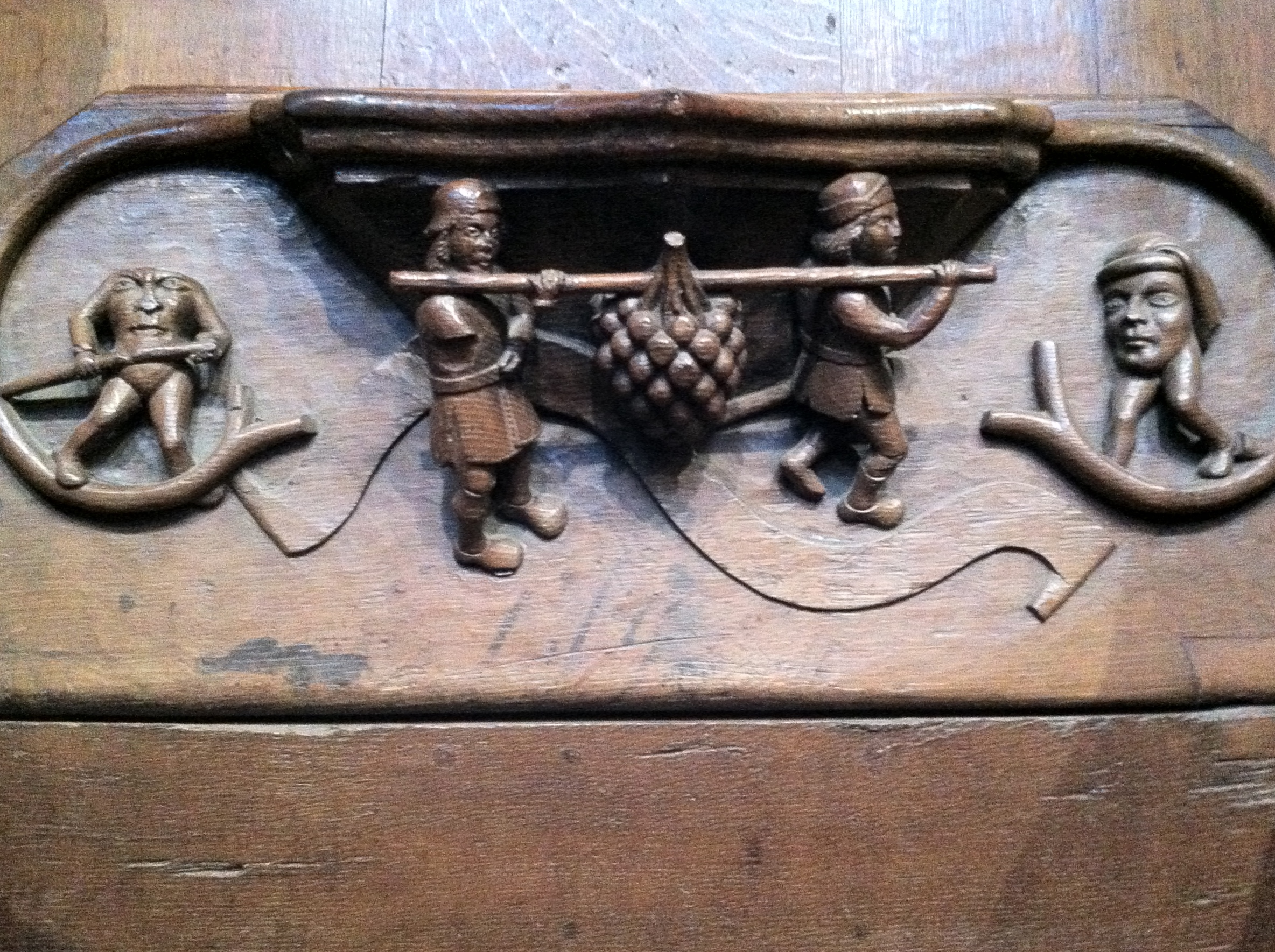
Kopfloser (acephale) und Kopffüßler seitlich einer Miserikordie des Chorgestühls der Kathedrale von Ripon, England (15. Jh.)

Kopffüßler sind Gestalten, die nur aus Beinen und einem kopfähnlichen Gebilde bestehen, dem die Funktionen von Kopf und Leib zugleich übertragen sind. 

## Möglicher Ursprung
Kopffüßler sind vereinfachte Darstellungen eines ganzen Menschen. Für die Kinderzeichnung gilt: Das Bild des Menschen beginnt mit dem Kopffüßler. Darüber hinaus spielt das Motiv des Kopffüßlers eine bedeutende Rolle von der Prähistorie bis zur aktuellen Kunstproduktion, von Ethnographica (Afrika, Asien, Ozeanien) bis zum Design unserer Zeit. 

## Kunst
Seit der Spätgotik und der Renaissance findet man das groteske Kopffüßler-Motiv häufiger (z. B. in der linken Tafel des Eremiten-Triptychons von Hieronymus Bosch). Heute wird es in der Werbung ebenso genutzt wie bei rituellen Gebrauchsgegenständen (z. B. bei Initiation) oder in der modernen (z. B. bei Pablo Picasso, Joan Miró, Alfred Kubin) und zeitgenössischen Kunst (z. B. bei Horst Antes, Peter Gilles, KH Hödicke, Gustav Kluge, Sigmar Polke). Außerdem findet sich die Darstellung von Kopffüßlern in den Bildern psychiatrischer Patienten (z. B. bei Schizophrenie) und neurologischer Patienten (z. B. Morbus Alzheimer, Hirntumore) sowie in der sogenannten Art brut (z. B. bei Oswald Tschirtner, Augustin Wilhelm Schnietz).